# Atentados no Iraque durante a Ashura de 2004
Massacre de Ashura de 2 de março de 2004 no Iraque foi uma série coordenada de explosões terroristas que mataram pelo menos 178 pessoas e feriram pelo menos 500 muçulmanos xiitas iraquianos que comemoravam o Dia da Ashura. Os atentados foram um dos dias mais mortais da Guerra do Iraque.

## Os ataques
Várias explosões ocorreram em Carbala - acompanhadas de lançamentos de morteiros, granadas e foguetes - matando mais de 100 pessoas, enquanto outras explosões perto da Mesquita de Al-Kadhimiya, em Bagdá, mataram outras 58 pessoas. Embora o ataque envolvesse esquadrões armados, carros-bomba e até uma dezena de homens-bomba, havia também um veículo carregado de explosivos que foi interceptado enquanto tentava entrar em Basra, assim como dois homens-bomba em Carbala e outros em Bagdá que haviam entrado via Síria. Os esquadrões armados com foguetes e armas de pequeno porte foram feitos para matar os feridos resultantes das explosões, bem como para emboscar aqueles que tentavam fugir da carnificina.
A al-Qaeda, que considera o Islã xiita herético, foi imediatamente responsabilizada pelo ataque, e acreditava-se que sua intenção era causar muito mais destruição do que realmente ocorreu.
O general-de-brigada Mark Kimmitt, o comandante estadunidense em Bagdá, inicialmente responsabilizou Abu Musab al-Zarqawi pelos ataques. Já o aiatolá Ali al-Sistani, um xiita altamente influente no Iraque, culpou os Estados Unidos por permitir que os ataques ocorressem.